# Phloeopsis albomaculata
Phloeopsis albomaculata är en skalbaggsart som beskrevs av Stefan von Breuning 1961. Phloeopsis albomaculata ingår i släktet Phloeopsis och familjen långhorningar.
Artens utbredningsområde är Fiji. Inga underarter finns listade i Catalogue of Life.